# Jacob Youmbi E'pandi
Pour les articles homonymes, voir Youmbi.
Jacob Youmbi E'pandi, né le 1er avril 1994, est un footballeur camerounais évoluant au poste de milieu défensif à l'Union sportive de Ben Guerdane.

## Biographie
Il rejoint le club tunisien de l'US Ben Guerdane lors de l'été 2015.
Il atteint la finale de la Coupe de Tunisie en 2017 avec le club de l'US Ben Guerdane. Il est titulaire lors de la finale perdue contre le Club africain.

## Palmarès
- Finaliste de la Coupe de Tunisie en 2017 avec l'US Ben Guerdane